# Västra Mörören
Västra Mörören är en ö i Finland. Den ligger i Finska viken och i kommunen Lovisa i landskapet Nyland, i den södra delen av landet. Ön ligger omkring 77 kilometer öster om Helsingfors.
Öns area är 2,6 hektar och dess största längd är 340 meter i sydöst-nordvästlig riktning. Närmaste större samhälle är Lovisa, 8,6 km norr om Västra Mörören. Intill ligger den mindre Östra Mörören.